# نهائي كأس إفريقيا للأندية البطلة 1968
نهائي كأس أفريقيا للأندية البطلة 1968 هي النسخة 4 من دوري أبطال أفريقيا. توج تي بي أنغليبيرت بالكأس على حساب ايتوال الطوغولي بعد الفوز عليه 6 ل 4 بمجموع نتيجتي الذهاب والإياب.

## الفرق
- تي بي أنغليبيرت ( الكونغو كينشاسا)
- ايتوال ( توغو)

## النهائي

### الذهاب
| تي بي أنغليبيرت | 5–0   | ايتوال |
| --------------- | ----- | ------ |
|                 | تقرير |        |

### الإياب
| ايتوال | 4–1   | تي بي أنغليبيرت |
| ------ | ----- | --------------- |
|        | تقرير |                 |